# 梅黑尔布尔沙达尔乌帕齐拉
梅黑尔布尔沙达尔是孟加拉国的一个乌帕齐拉，位於該國西南部的梅黑尔布尔县。

## 人口
據1991年孟加拉國人口普查，梅黑尔布尔沙达尔共有人口262779人，其中男性佔比51.2%，女性48.8%；成年人口140387人。該地7歲以上人口之平均識字率為24.9%。